# スタジオ斬
有限会社スタジオ斬(STUDIO ZAN)は東京都新宿区高田馬場に所在するコンピュータゲームソフト開発会社である。

## 概要
『ライジング ザン ザ・サムライガンマン』（ウエップシステム）のメインプランナー・須永誠によって設立。コンピュータゲームソフトの開発請負を主な事業としている。

## 主な開発タイトル
- ご当地検定DS（スパイク）
- 大人力検定（コナミデジタルエンタテインメント）
- 大人の女力検定（コナミデジタルエンタテインメント）
- ダンジョンエクスプローラー 〜盟約の扉〜（ハドソン）
- オーバーターン
- ガチトラ! 〜暴れん坊教師 in High School〜（スパイク）
- 喧嘩番長6〜ソウル&ブラッド〜（スパイク・チュンソフト）